# للانتوس
للانتوس (یونانی باستان: Λήλαντος Lḗlantos؛ به انگلیسی: Lelantos یا Lelantus) یک شخصیت اساطیری است که در اواخر حماسه دیونیسیاکا (شعر حماسی یونان باستان) اثر نونوس (برجسته‌ترین شاعر حماسی یونانی دوران امپراتوری روم) نوشته شده‌است.

## دیونیزیاکا
للانتوس پدر تیتان نیمف آئورا (نسیم)، است که همراه آرتمیس و مادرش، و به‌واسطه دیونوسوس و ایاکوس، خدای مرتبط با اسرار الئوسی بود. للانتوس با نیمف اقیانوس پریبوئا ازدواج کرده بود، که به‌نظر می‌رسد که مادر ائورا بوده‌است. اگرچه در جاهای دیگر، او را «دختر سیبل (اسطوره)»، الهه فریگیه می‌نامند. اما به اصل و نسب خود للانتوس اشاره نشده‌است.